# Чонци (Горж)
Чонци (рум. Cionți) насеље је у Румунији у округу Горж у општини Бустукин. Oпштина се налази на надморској висини од 366 m.

## Становништво
Према подацима из 2002. године у насељу је живело 62 становника, од којих су сви румунске националности.